# Chester Mountains
Die Chester Mountains sind eine Gruppe von Bergen im westantarktischen Marie-Byrd-Land. Sie ragen in den Ford Ranges unmittelbar nördlich der Mündung des Crevasse Valley Glacier in das Sulzberger-Schelfeis und 16 km nördlich des Saunders Mountain auf.
Das Gebirge wurde bei der zweiten Antarktisexpedition (1933–1935) des US-amerikanischen Polarforschers Richard Evelyn Byrd kartiert. Namensgeber ist Colby Mitchell Chester Jr. (1877–1965), Geschäftsführer der General Foods Corporation, welche die Forschungsreise in großem Umfang unterstützte.